# Rattus flavipectus
La rata de pecho amarillo (nombre científico: Rattus flavipectus) es un animal del género Rattus perteneciente a la familia Muridae. En China continental, se distribuye en Jiangxi, Guangxi, Shaanxi, Guizhou, Anhui, Yunnan, Gansu, Hunan, Henan, Hainan, Sichuan, Jiangsu, Guangdong, Fujian, Zhejiang, Hubei y otros lugares. Es más común en hogares y campos. El origen tipo de esta especie se encuentra en Baoxing , Sichuan.

## Descripción
R. flavipectus es una especie común de rata que vive en el sudeste asiático y China, con evidencias de extensión más al norte. Es considerada como una plaga porque no solo causa daños a la propiedad, sino que también propaga muchas enfermedades infecciosas en humanos. Se reproducen en zonas del norte y disfrutan de temperaturas cálidas, entre 25-30C. Su número diploide de cromosomas es 2n = 42 y contiene 13 pares de cromosomas telocéntricos, también llamados subtelocéntricos, 7 pares de cromosomas sexuales metacenteicos y XY más pequeños.